# Omar Obaca
Omar Obaca es un personaje ficticio argentino creado en 2015 como sátira política con contenido viral. Interpretado por el actor Marcos Martínez, el guion estuvo a cargo de los guionistas Sebastián Rodas y Santos de las Carreras. Fue creado por la productora Nah Contenidos para lanzar el canal digital FWTV.

### Origen y campaña
En abril de 2015, FWTV lanzó 30 spots satíricos en redes sociales, en plena campaña electoral de octubre de ese año. Obaca, presentado como el primer candidato presidencial afroargentino, realizaba promesas absurdas como repatriar a Lionel Messi, pagar la deuda nacional con caramelos o “vestir a todos como policías”.

### Producción y guion
La campaña fue ideada por Nah Contenidos y transmitida por FWTV. El guion fue escrito por la dupla Sebastián Rodas y Santos de las Carreras, encargados del humor y sátira de los videos. Martínez fue elegido tras un casting del equipo creativo.

### Recepción mediática
Omar Obaca fue destacado en CNN Chile el 8 de mayo de 2015, donde fue presentado como “el hombre del momento de la política en Argentina… al menos en términos de humor”, además de contarse múltiples tweets sobre su propuesta de ser “el primer presidente negro de Argentina”. El diario Perfil describió la campaña como un "negocio detrás de este personaje carismático que parodia a Obama". También fue mencionado en medios como *Clarín* y *ABC* de España.

### Activación en vía pública
En mayo de 2015 se instalaron afiches por Buenos Aires con el lema “vote black”, un juego de palabras con voto en blanco. En menos de un mes, los videos alcanzaron alrededor de 3‑4 millones de vistas.

### Controversias y críticas
Organizaciones afroargentinas cuestionaron estereotipos raciales en el personaje, aunque el equipo del proyecto defendió su intención crítica.

### Legado cultural
Omar Obaca es reconocido como un icono de humor político viral en Argentina. Recibió votos simbólicos en las PASO de 2015 y permaneció en la memoria colectiva como precursor de campañas digitales que mezclan entretenimiento y crítica social.